# Bertha Brouwer
Bertha Brouwer, född 29 oktober 1930 i Leidschendam, död 6 oktober 2006 i Oostvoorne, var en nederländsk friidrottare.
Brouwer blev olympisk silvermedaljör på 200 meter vid sommarspelen 1952 i Helsingfors.